# 松刺参
松刺参（学名：Stichopus flaccus）为刺参科刺参属的动物。在中国大陆，分布于北部湾等地，常见于水深30-48米的泥沙底、沙质泥底或细沙底。该物种的模式产地在北部湾中部。